# Edificio de la Delegación de Hacienda (Guadalajara)
La Delegación Provincial de Hacienda es un edificio situado en la ciudad española de Guadalajara.

## Historia y características
La autoría del proyecto corresponde al arquitecto Antonio Contreras. El edificio, cuya construcción comenzó en 1945 y que hace esquina con la calle Mayor y la calle de Lópe de Haro, fue inaugurado el 1 de diciembre de 1948. La portada de la edificación, de 4 plantas, se sitúa en el chaflán de la esquina. El interior del edificio privilegia espacios dedicados a vestíbulos y escaleras frente a la superficie dedicada a las diferentes dependencias y oficinas.